# Acueductos de Roma

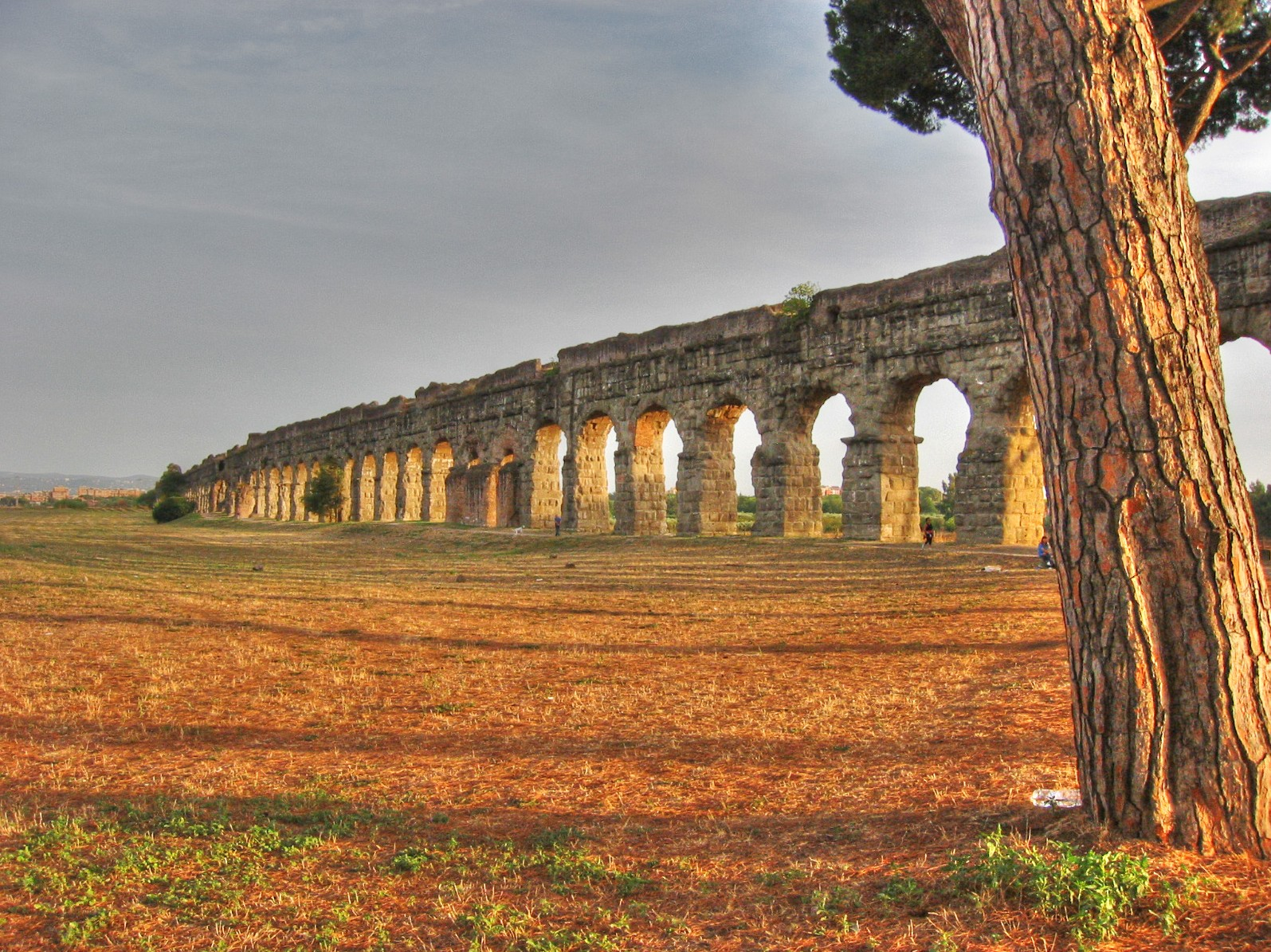
Restos de acueducto Aqua Claudia en el Parque de los Acueductos

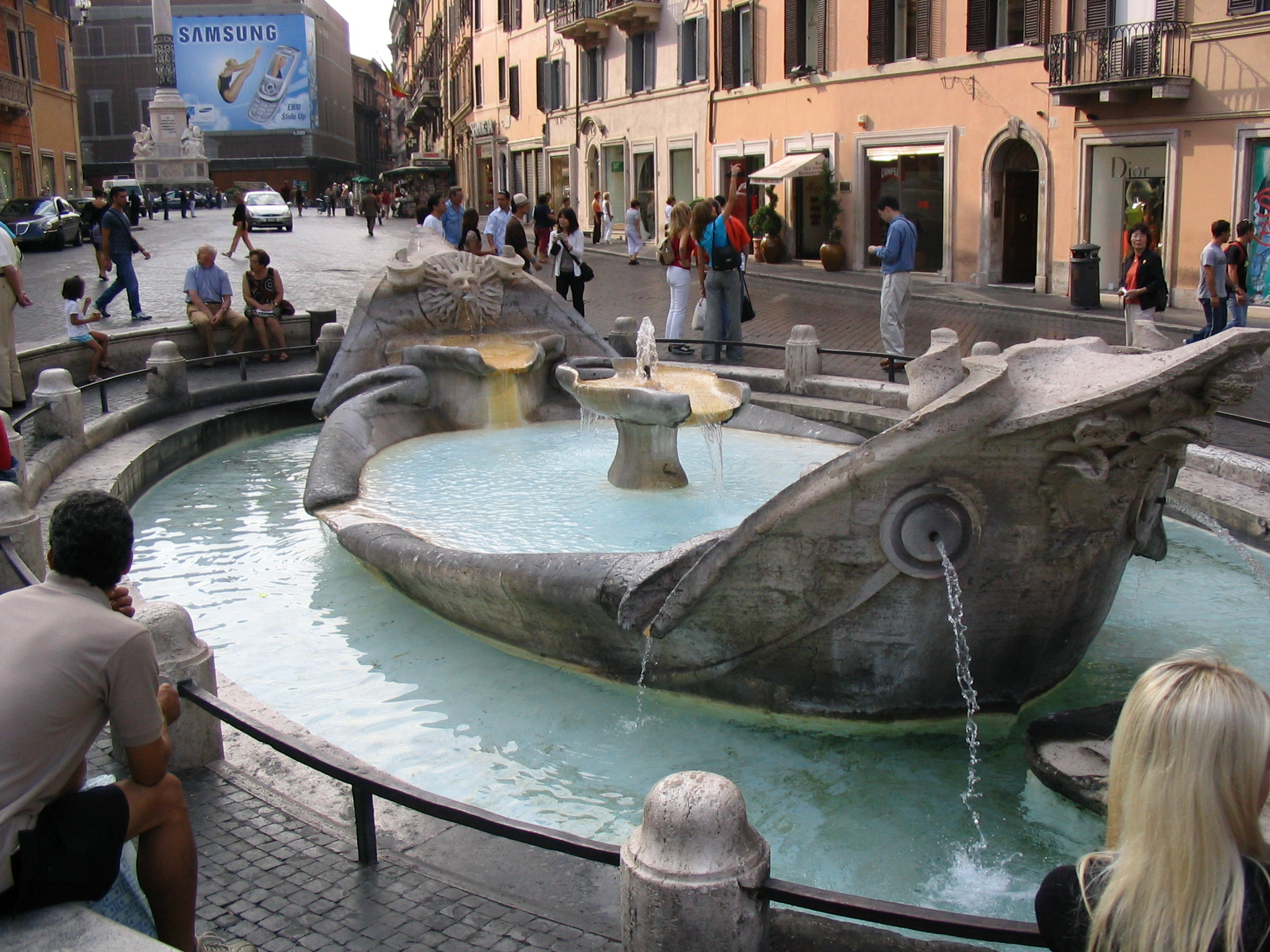
Fuente de la Barcaccia en la Plaza de España, alimentada por el acueducto Aqua Virgo

Los romanos construyeron numerosos acueductos (latín aquaeductūs, sing. aquaeductus) para proporcionar agua a las ciudades y lugares industriales en su imperio. Estos acueductos estaban entre los mayores logros de ingeniería del mundo antiguo y establecieron un estándar no igualado durante más de mil años tras la caída de Roma. Hoy en día muchas ciudades mantienen y usan los antiguos acueductos aunque los canales abiertos han sido, normalmente, reemplazados por tuberías.
La misma ciudad de Roma, por ser la ciudad más grande, tenía la mayor concentración de acueductos, con agua proporcionada por once acueductos construidos a lo largo de un período de quinientos años. Los estudiosos han llegado a calcular el tamaño de la ciudad por su abastecimiento de agua. 
Proporcionaban agua potable, numerosos baños y fuentes en la ciudad y, finalmente, se vaciaban en serrerías, donde desempeñaban su última función, la de remover los desperdicios. Los métodos para la construcción fueron bien descritos por Vitruvio en su obra De Architectura, escrita en el siglo I a. C. Su libro fue de gran ayuda para Frontino, un general que fue nombrado, a finales del siglo I, para administrar los muchos acueductos de Roma. Descubrió una clara diferencia entre la toma de agua y la suministrada, que era causada por las tuberías ilegales insertadas en los canales para distraer el agua; dio cuenta al emperador Nerva, en su obra De aquae ductu Urbis Romae (que recoge a los nueve acueductos existentes por aquel entonces) de finales del siglo I, de sus esfuerzos para mejorar y regular el sistema.
Un acueducto arrancaba en un sistema de captación del agua. El agua pasaba, de forma controlada, a la conducción desde un depósito de cabecera (caput aquae). La construcción de un acueducto exigía el estudio minucioso del terreno que permitiría escoger el trazado más económico para permitir una pendiente suave y sostenida, sin alargar demasiado el recorrido de la obra. Se usaban canales abiertos (riui) siempre que resultaba posible y únicamente en contadas ocasiones se recurría a la conducción bajo presión.
El canal se acomodaba al terreno por distintos procedimientos. Cuando era posible, transcurría sobre el suelo apoyado en un muro (substructio) en el que se practicaban alcantarillas para facilitar el tránsito normal de las aguas de superficie. Si el terreno se elevaba, el canal quedaba enterrado (riuus subterraneus) y formaba una galería subterránea (specus) excavada directamente en la roca o construida dentro de una zanja. Cuando había que vencer una fuerte depresión, se recurría a la construcción de complicados sistemas de arcos (arcuationes) que sostienían el canal y lo mantenían al nivel adecuado.
En todo caso, siempre que el agua se destinaba al consumo humano, el canal estaba cubierto por bóvedas, falsas bóvedas, placas de piedra o tégulas.
Según Isabel Rodà, catedrática de Arqueología de la Universidad Autónoma de Barcelona, se construyeron 507 kilómetros de acueductos, de los cuales 434 km eran subterráneos, 15 km de superficie y solo 59 km, es decir, el 12 %, discurría por arquerías.

## Acueductos de la época romana

### Aqua Appia
Fue el primer acueducto de Roma, construido por los censores Apio Claudio ceco y Cayo Plaucio Deciano en el año 312 a. C. Captaba agua desde las fuentes a lo largo de la vía Prenestina. Prácticamente subterráneo en su totalidad, entraba en Roma cerca de la Porta Maggiore (puerta Mayor) (en el lugar designado como ad spem veterem) se dirigía al Celio y Aventino y terminaba cerca de la Porta Trigemina, en el Foro Boario. Fue restaurado, al mismo tiempo que se construían otros acueductos en 144 a. C., 33 a. C. y entre 11 y 4 a. C.

### Aqua Vetus
Acueducto construido entre el 272 y el 270 a. C. por los censores Manio Curio Dentato y Flavio Flaco, con el botín de la victoria contra Pirro. Recogía las aguas del río Aniene en la zona de Tívoli. La conducción era en su mayor parte subterránea, con la excepción de algunos puntos y llegaba a la ciudad en el mismo lugar del Aqua Appia para terminar próximo a la Porta Esquilina.

### Aqua Marcia

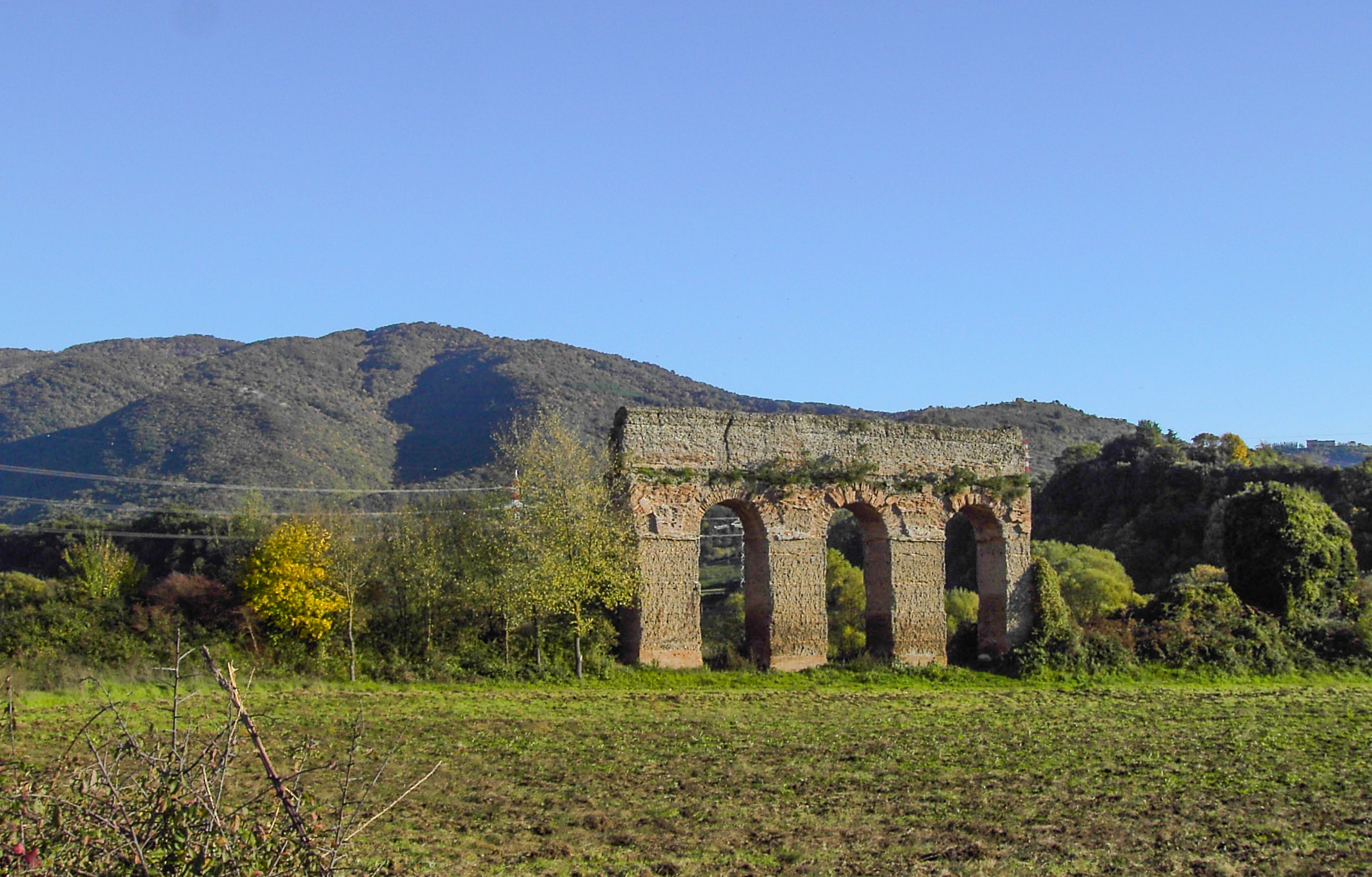
Ruinas del Acueducto Marcio, en Tívoli

Es el acueducto más largo de la antigua Roma. Este acueducto fue construido en 144 a. C. por el pretor Quinto Marcio Rex. Recogía las aguas desde la parte alta de la cuenca del río Aniene. Más allá de las numerosas restauraciones menores, fue en gran parte reconstruido para permitir un incremento del caudal entre 11 y 4 a. C., bajo el reinado de César Augusto. Su curso era alternadamente subterráneo y sobre arcadas (un tramo de unos 9 km flanqueaba la vía Latina). Llegaba a Roma por ad spem veterem, como los acueductos precedentes, y cruzaba la vía Tiburtina sobre un arco que más tarde fue transformado en la Porta Tiburtina de la Muralla Aureliana, terminando cerca de la Porta Viminale. La distribución iba al Capitolio, y un ramal secundario (rivus Herculaneus) se dirigía a las colinas de Celio y el Aventino. Bajo el reinado de Caracalla (213 d. C.) fue realizada una ramificación de la Agua Antoniniana hacia las nuevas Termas, que atravesaba la vía Appia sobre un arco (Arco de Druso). Otro ramal secundario fue utilizado para alimentar las Termas de Diocleciano.

### Aqua Tepula
Acueducto construido por los cónsules Cneo Servilio Cepión (cónsul 141 a. C.) y Lucio Casio Longino Ravila en 125 a. C. Recogía el agua de los nacientes, en la décima milla de la vía Latina. En 33 a. C. fue modificado para confluir en el nuevo canal de Aqua Iulia, del cual se separaba nuevamente en las proximidades de la ciudad. Corría, por lo tanto, en un canal distinto sobre los arcos de Aqua Marcia, juntamente con Aqua Julia. Entraba en la ciudad en ad spem veterem, siguiendo más adelante el mismo trazado que el Aqua Marcia en dirección a la Porta Viminale. 

### Aqua Iulia
Acueducto construido por Agripa en 33 a. C., uniéndose en un único canal con Aqua Tepula; fue restaurado por César Augusto entre 11 y 4 a. C. Recogía el agua de las fuentes en la 12.ª milla de la Vía Latina, en las proximidades de Grottaferrata. Llegaba a Roma como los acueductos precedentes por el lugar llamado ad spem veterem, cerca de la Porta Maggiore, siguiendo el mismo trazado que Aqua Marcia en dirección a la Porta Viminale. Probablemente una ramificación de este acueducto, de la cual se observan todavía algumas arcadas, alimentaba la fuente monumental de la Plazza Vittorio Emanuele construida por Alejandro Severo (nymphaeum Alexandri o Trofeo de Mario).

### Aqua Virgo

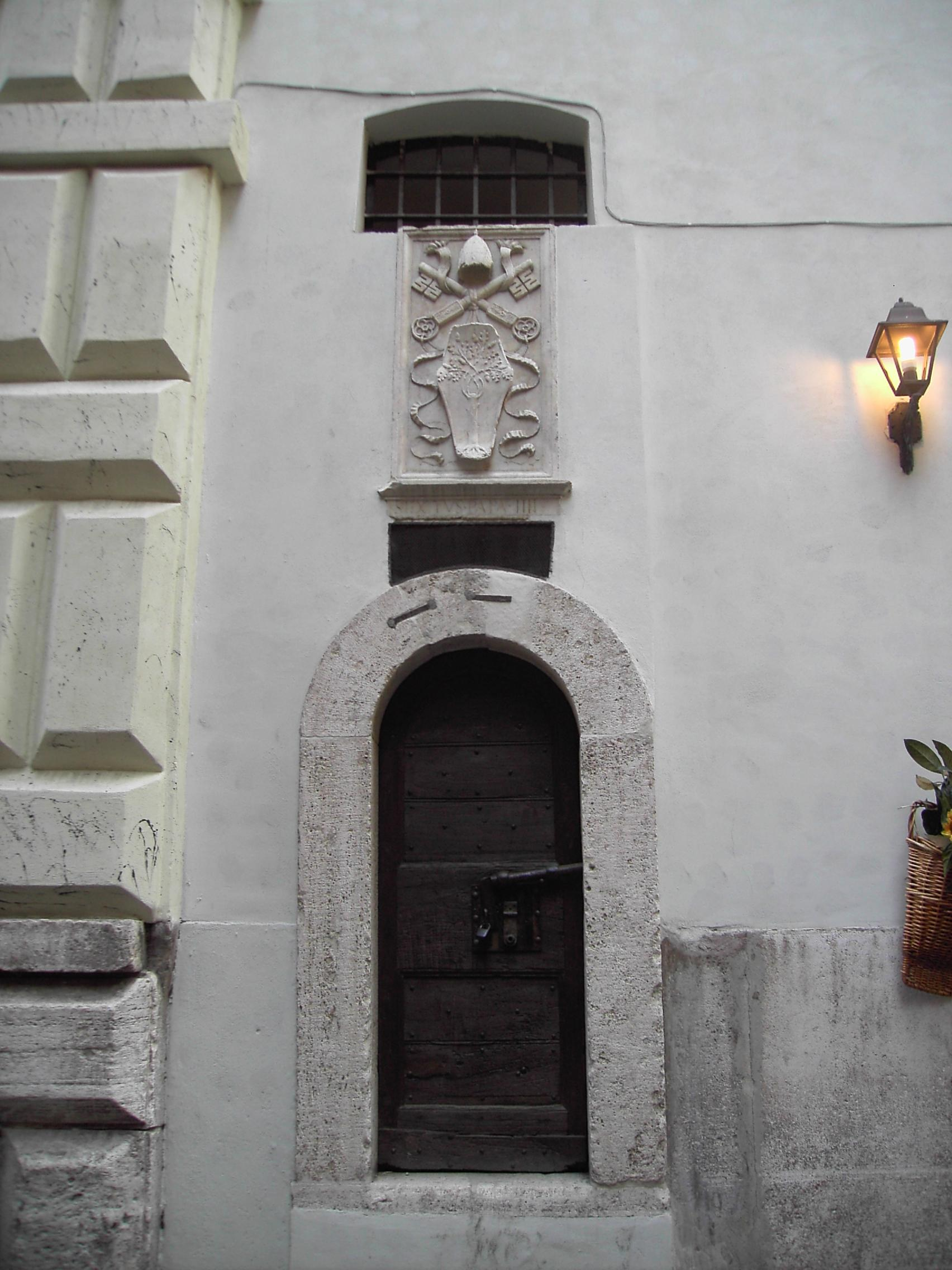
Entrada del canal de inspección al acueducto Acqua Vergine en la vía del Nazareno

Acueducto construido por Agripa e inaugurado en el 19 a. C., para abastecer las instalaciones termales del Campvs Martias. Las fuentes se situaban en la 8.ª milla de la vía Collatina. El nombre deriva, según una leyenda, de una joven que habría indicado a los soldados el lugar del manantial, aunque probablemente se refiere a la pureza del agua. El trazado acompañaba la vía Collatina, en parte sobre arcadas y culminaba en las habitaciones del Pincio. A partir de allí, las arcadas de la época Claudiana (parcialmente conservadas en la vía del Nazareno atravesaba el Campus Martias, cruzando la actual vía del Corso (vía Lata) por el Arco de Claudio, una arcada del acueducto realizada para celebrar la conquista de Britania. El acueducto fue constantemente restaurado y todavía alimenta la Fontana di Trevi, la Fontana della Barcaccia, en la Plaza de España, dando nombre a la vía dei Condotti, y la Fuente de los Cuatro Ríos, en la Piazza Navona.

### Aqua Alsietina
También conocida como Aqua Augusta, fue un acueducto construido bajo el reinado de César Augusto en 2 a. C., para servir a los barrios del río Tíber (Trastevere y del local para los espectáculos de combates navales). Trajano realizó un nuevo canal en 109 d. C. Recogía las aguas del lago de Martignano.

### Anio Novus y Aqua Claudia

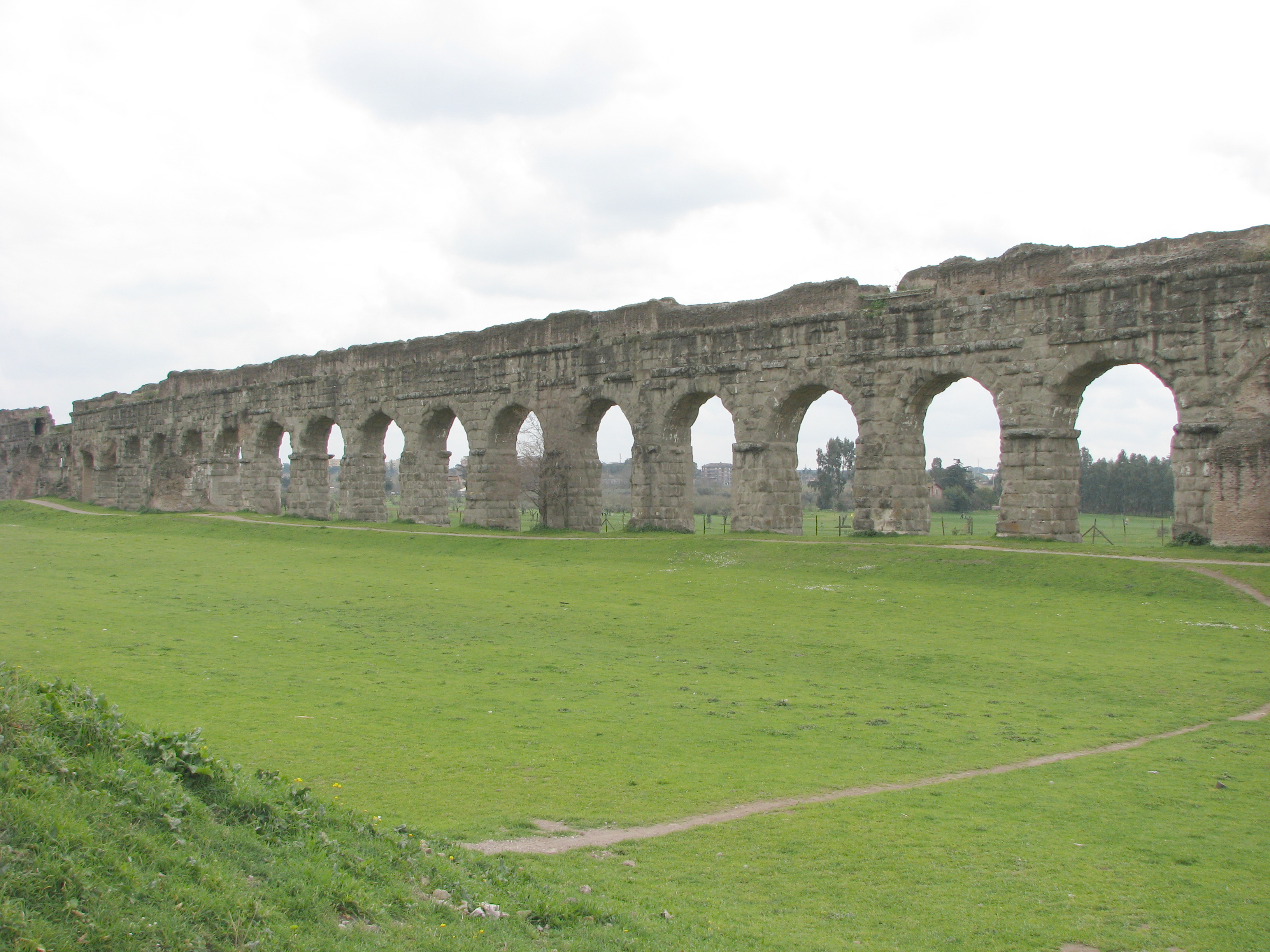
El acueducto Aqua Claudia

Acueducto iniciado por Calígula en 38 d. C. y terminado por Claudio en 52 d. C., traía agua a la ciudad de Roma desde una fuente próxima al río Subiaco, a unos 68 kilómetros de Roma. El primero recogía las aguas del Aniene en las proximidades de los montes Simbruinos, mientras que el segundo las captaba desde la cima del valle del Aniene.
Terminaban en ad spem veterem, cerca de la Porta Maggiore: esta última era la monumentalización de los arcos de las vías Prenestina y Labicana, más tarde insertadas en la Muralla Aureliana.
En la 7.ª milla de la vía Latina el agua circulaba por un acueducto con arcadas, algunas de las cuales subsistieron al paso del tiempo en el Parque de los Aqueductos. En la localidad de Tor Fiscale interceptaba dos veces al acueducto Acqua Marcia, formando un recinto trapezoidal, llamado Campo Barbarico, que sería utilizado como fortificación por los godos de Vitiges en lucha con Belisario, en 539.
Un ramal secundario, construido por Nerón, el Arcus Neroniani, se dirigía hacia el Celio, en la parte ocupada por el Domus Aurea; este ramal fue sucesivamente prolongado por Domiciano para abastecer dos palacios imperiales en el Palatino, cruzando los valles entre este y el Celio, con altísimas arcadas.

### Aqua Traiana

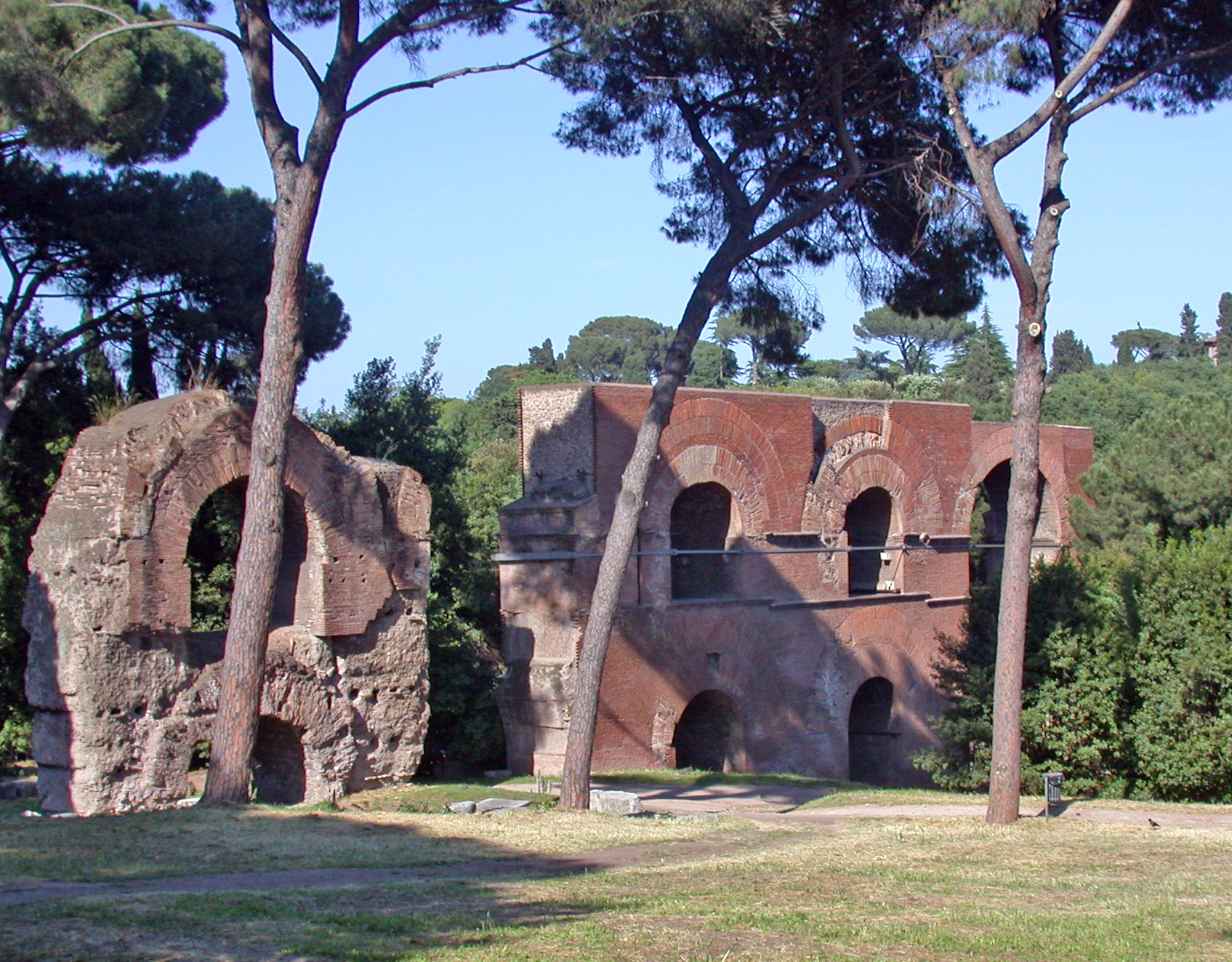
Canal secundario entre el Celio y el Palatino

Este acueducto fue construido durante el reinado de Trajano en 109 d. C., recogía las aguas de los manantiales en los montes Sabatinos, cerca del lago de Bracciano. Llegaba a Roma por la colina del Janículo, a lo largo de la margen izquierda del río Tíber. Destruido durante el asedio de Roma por los ostrogodos de Vitiges en 537, fue restaurado por Belisario y tuvo intervenciones durante el papado de Honorio I en el siglo VII. Por los daños sufridos por los lombardos y por los sarracenos, tuvo que ser sometido a nuevas restauraciones en los siglos VII y IX y fue reconstruido como Acqua Paola en el siglo XVII. Llegaba a la ciudad por medio de un trazado casi totalmente subterráneo a lo largo de la Vía Clodia y la Vía Trionfale y, más adelante, por arcadas a lo largo de la vía Aurelia.

### Aqua Alexandrina
Acueducto construido en el reinado de Alejandro Severo, en el siglo III d. C., recogía el agua del Pantano Borghese en la vía Prenestina y con un recorrido casi totalmente subterráneo, con viaductos para atravesar valles, entraba en la ciudad por la Porta Maggiore dirigiéndose al Campo Marzio, donde estarían las Termas de Nerón, restauradas por Alejandro Severo en 226, conocidas como Termas Alejandrinas.

## Acueductos de la Roma papal y moderna

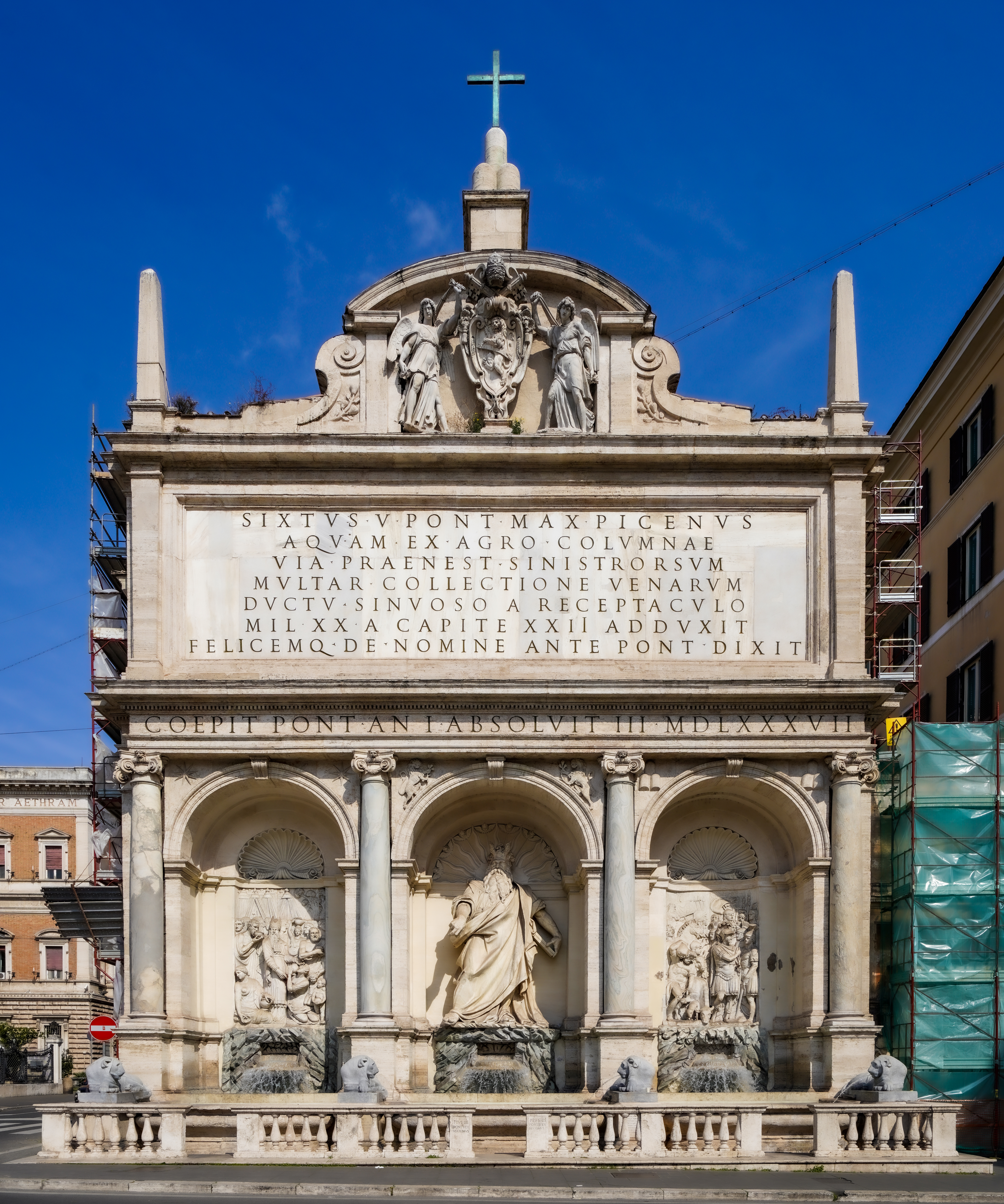
Fuente del Agua Feliz en la Plaza de San Bernardo

- Bajo el papado de Nicolás V, en 1453, Leon Battista Alberti se encargó de restaurar el acueducto Aqua Virgo, en esta ocasión se incrementó su caudal con la inclusión de nueve manantiales. Terminaba en la Fontana di Trevi. Se realizó una ampliación en 1840 y en 1936 se creó un nuevo acueducto, cuyo punto visible se materializó en la Fontana del Nicchione, en el Pincio.

- Acqua Felice: nuevo acueducto construido por el papa Sixto V en 1586 por Domenico Fontana, reutilizando las nacientes de Aqua Alexandrina. Llegaba a Roma por la porta Tiburtina (actual porta San Lorenzo) y terminaba con la Fuente del Moisés, hoy visible en la plaza San Bernardo.

- Acqua Paola: reconstrucción de Aqua Traiana en 1605 al mando del papa Paulo V, es una obra de Giovanni Fontana y Carlo Maderno; terminaba en la Fontana dell'Acqua Paola en el Gianicolo (1611). Fue alimentada por este acueducto también la Fontanone di Ponte Sisto, también conocida como Fontanone dei centro preti (fuente de los cien curas).

- Acqua Pía: corresponde a la restauración de la antigua Aqua Marcia, cuya reconstrucción fue llevada a cabo por el papa Pío IX con la dirección de Luigi Canina. El punto visible terminal se presenta en la Fontana delle Naiadi, en la Plaza Esedra.

- Acueducto de Peschiera: iniciado en 1937 y completado apenas en 1949, recoge el agua de las nacientes de Cittaducale (Provincia de Rieti). Acaba en la fuente de la placita de los Héroes (Piazzale degli Eroi).

- Acueducto Appio-Alexandrino: Refuerzo del acueducto Felice, realizado entre 1963 y 1968, capta agua de otras antiguas captaciones, ampliadas a propósito, como Acqua Appia y Acqua Alexandrina y nuevas reservas, próximas de la Borgata Finocchio y de Torre Ángela. Asegura también el suministro hídrico de los barrios al sureste de Roma (Borghesiana, Torre Gaia, Tuscolano, Prenestino, E.U.R-Laurentino, Acilia y Ostia Lido).

## Características de los acueductos
| Nombre           | Año de construcción | Longitud (m) | Altura en la fuente (m) | Altura en Roma (m) | Capacidad (m³/día)  |
| ---------------- | ------------------- | ------------ | ----------------------- | ------------------ | ------------------- |
| Aqua Appia       | 312 a. C.           | 16,561       | 30                      | 20                 | 73 000              |
| Anio Vetus       | 272-269 a. C.       | 63,640       | 280                     | 48                 | 175 920             |
| Aqua Marcia      | 144-140 a. C.       | 91,424       | 318                     | 59                 | 187 600             |
| Aqua Tepula      | 125 a. C.           | 17,745       | 151                     | 61                 | 17 800              |
| Aqua Julia       | 33 a. C.            | 21,677       | 350                     | 64                 | 48 240              |
| Aqua Virgo       | 19 a. C.            | 20,697       | 24                      | 20                 | 100 160             |
| Aqua Alsietina   | 2 a. C.             | 32,815       | 209                     | 17                 | 15 680 (no potable) |
| Aqua Claudia     | 38 - 52             | 68,681       | 320                     | 67                 | 184.280             |
| Anio Novus       | 38 - 52             | 86,876       | 400                     | 70                 | 189.520             |
| Aqua Traiana     | 109                 | 32,500       | -                       | -                  | -                   |
| Aqua Alexandrina | 226                 | 22           | -                       | -                  | -                   |